# Děropáč
Děropáč (také čepovní dláto) je typ dláta, které se používá k obrábění dřeva. Jde o pracovní nástroj z nástrojové oceli, zpravidla s dřevěnou rukojetí. Slouží k oddělení přebytečného materiálu z obrobku v místech, která jsou špatně dostupná jinými nástroji. 

## Popis
Toto dláto se skládá z dřevěné rukojeti vhodné velikosti pro úchop v dlani a železa. Jeho velikost se odvíjí podle určení, od velkého tesařského děropáče přes truhlářský až po řezbářský, který může být i menší než 10 centimetrů. Od ostatních dlát se liší tvarem železa. Protože dláto musí odolávat i tlaku, který působí kolmo na osu nástroje, je zpravidla železo vyšší než širší, nebo má čtvercový profil či je jinak vyztuženo. Některé děropáče mají místo, kde se při páčení nástroj opírá o materiál zaoblené. 

## Využití
Vzhledem k tomu, že geometrie je uzpůsobena tak, že síla, kterou působíme na dláto, nemusí působit na řeznou plochu přímo jako u běžného dláta, může využívat efektu páky. Tlak na materiál je tak nejen větší, ale hlavně může působit i v jiném směru. Používá se tedy k dlabání hlubokých a obtížně přístupných dlabů a drážek. Mezi děropáče se řadí i speciální dláto na dlabání drážky pro výložku v houslařství.